# Teiki
El Teiki (帝紀) es un texto histórico que supuestamente se compiló en el 681 d. C. El texto ya no existe.

## Antecedentes
Según el Nihonshoki:
En el decimoséptimo día, el emperador, que residía en su lugar en Daigokuden, ordenó al Príncipe Kawashima, al Príncipe Osakabe [etc...] que grabara una edición definitiva de Teiki y Jōko Shoji.
Según el prefacio del Kojiki, el emperador Tenmu dijo:
Lo que escucho es que el Teiki y el Honji causados por las muchas casas ya difieren de la verdad y contienen muchas inexactitudes. Si esos errores no se corrigieran ahora, el significado original se perderá dentro de unos pocos años. Son la base del sistema nacional y son la base del gobierno imperial. Por lo tanto, me gustaría examinar cuidadosamente el Teiki y el Kyūji, eliminar los errores y establecer la verdad para las generaciones futuras.
Luego hizo que Hieda no Are memorizara el contenido del Teiki y del Kyūji, que luego se usaron como fuentes históricas para componer el Kojiki.

## Título
El título real del texto es desconocido debido a las dificultades ortográficas de los antiguos textos japoneses. La lectura del Teiki se toma de la lectura on'yomi. Además, las lecturas tradicionales japonesas incluyen Sumera Mikoto no Fumi y Sumerogi no Fumi. Todos literalmente significan "Crónica imperial".
El prefacio del Kojiki hace referencia a otros dos títulos: Sumera Mikoto no Hitsugi (帝皇日嗣, "Genealogía de los Emperadores") y Sakitsuyo no Furukoto (先代旧辞). Ambos son nombres alternativos para el Teiki.

## Contenido
Como el texto ya no existe, se sabe muy poco al respecto. La opinión general es que el Teiki describieron la línea imperial. Una teoría afirma que era una genealogía de la línea imperial que registra los reinados de cada emperador. Otra teoría, basada en el título literal, afirma que era un registro de los logros imperiales, pero que no habría sido apropiado como una genealogía.
Una teoría en competencia identifica el segundo y tercer volumen del Kojiki como los contenidos reales del Teiki. Y aún otro especula que el Teiki y el Kyūji no eran dos textos separados, sino más bien un solo texto unificado.